# 海野恒男
海野 恒男（うんの つねお、1931年6月28日 - 2000年10月30日）は、日本の経済官僚、エコノミスト。経済企画庁で物価局長、国民生活局長、総合計画局長、経済企画審議官等を歴任した。

## 人物
静岡県生まれ。1957年一橋大学経済学部経済学科卒業後、経済企画庁入庁。計画局計画第一課に配属され、大来佐武郎（計画局長）、大田亮一（計画第一課長）の部下として働く。後に当時の課員であった宮崎勇（経済企画庁長官）、新藤稔（国際証券顧問）らとともに「大田会」と称して、毎年忘年会を開くようになる。
スタンフォード大学留学を経て、1970年から1971年まで第3次佐藤内閣の佐藤一郎経済企画庁長官事務秘書官を務めた。その後、第3次佐藤内閣の事務秘書官仲間で「さんさ会」を結成し、会合を重ねる。メンバーの中では、大高時男（内閣情報調査室長）、井嶋一友（最高裁判所裁判官）と特に親しく、ともにゴルフに行くこともあった。「さんさ会」のほかのメンバーには、吉原健二（厚生事務次官）、山田勝久
（防衛庁装備局長）、福島譲二（熊本県知事）、中村徹（運輸事務次官）、望月三郎（労働省労働基準局長）らがいる。
その後調整局調整課長として、経済見通しと経済運営の基本的態度（政府経済見通し）の原案作りと調整を担当。
1984年には、総理大臣中曽根康弘の指示で、国務大臣河本敏夫の下、急遽設置された特命事項担当室の室長に就任し、対外経済摩擦への対応、民間活力導入の具体策検討業務にあたった。
1989年に次官級の審議官である経済企画審議官を務めた後、退官。1990年には春の園遊会に招待された。
2000年10月30日、肝不全のため死去。

## 略歴（課長以後）
- 1975年 経済企画庁物価局物価調整課長。
- 1978年 経済企画庁調整局国際経済課長。
- 1979年 経済企画庁調整局調整課長。
- 1982年7月 経済企画庁経済研究所総括主任研究官兼調整局付。
- 1982年8月 経済企画庁調査局審議官。
- 1984年3月 経済企画庁調整局審議官。
- 1984年11月 内閣官房内閣審議官特命事項担当室長。
- 1986年 経済企画庁物価局長。
- 1987年 経済企画庁国民生活局長。
- 1988年 経済企画庁総合計画局長。
- 1989年 経済企画審議官。
- 1990年 日本総合研究所副理事長。
- 1995年 総理府電源開発調整審議会委員。
- 1999年 日本PFI協会会長（初代）。
- 2000年 肝不全のため東京都世田谷区の病院で死去、享年69。